# سيف القدر
سيف القدر (بالبولندية: Miecz przeznaczenia) أو في الترجمة العربية سيف المصير هو الكتاب الثاني من ثنائية تجميعات القصص القصيرة يسبق ملحمة الويتشر الرئيسية، كتبه الروائي البولندي الفنتازي أندريه سابكوسكي. نُشرت النسخة الأولى في 1992. وقد تُرجم إلى عدة لغات منها العربية.